# 八百津町立久田見中学校
八百津町立久田見中学校（やおつちょうりつ くたみちゅうがっこう）は、かつて岐阜県加茂郡八百津町にあった公立中学校。

## 概要
- 校区は久田見、上吉田（旧・加茂郡久田見村に該当）であった。1991年に福地中学校と統合。八百津東部中学校の新設により廃校。
- 校舎は1993年に解体された。校地は久田見小学校運動場の一部となっている。

## 沿革
- 1947年（昭和22年）4月 - 久田見村立久田見中学校として開校。
  - 大字上吉田に久田見村立上吉田中学校が開校。
- 1948年（昭和23年）4月 - 上吉田中学校を統合する。上吉田分校を設置。
- 1949年（昭和24年）4月 - 上吉田分校が上吉田中学校として独立する。
- 1953年（昭和28年）5月1日 - 加茂郡上麻生村と境界変更。久田見村大字上吉田の一部（川並集落）が上麻生村に編入される。上吉田中学校が上麻生村に移り、大字上吉田の残部[注釈 1]の生徒は久田見中学校に移る。
- 1956年（昭和31年）9月30日 - 久田見村、潮南村、福地村が八百津町に編入される。同時に八百津町立久田見中学校に改称する。
- 1966年（昭和41年） - 体育館（久田見小・中学校体育館）が完成[注釈 2]。
- 1970年（昭和45年） - プール（久田見小・中学校プール）が完成[注釈 3]。
- 1991年（平成3年）3月 - 統合により廃校。